# Sint-Martinuskerk (Sint-Martens-Leerne)

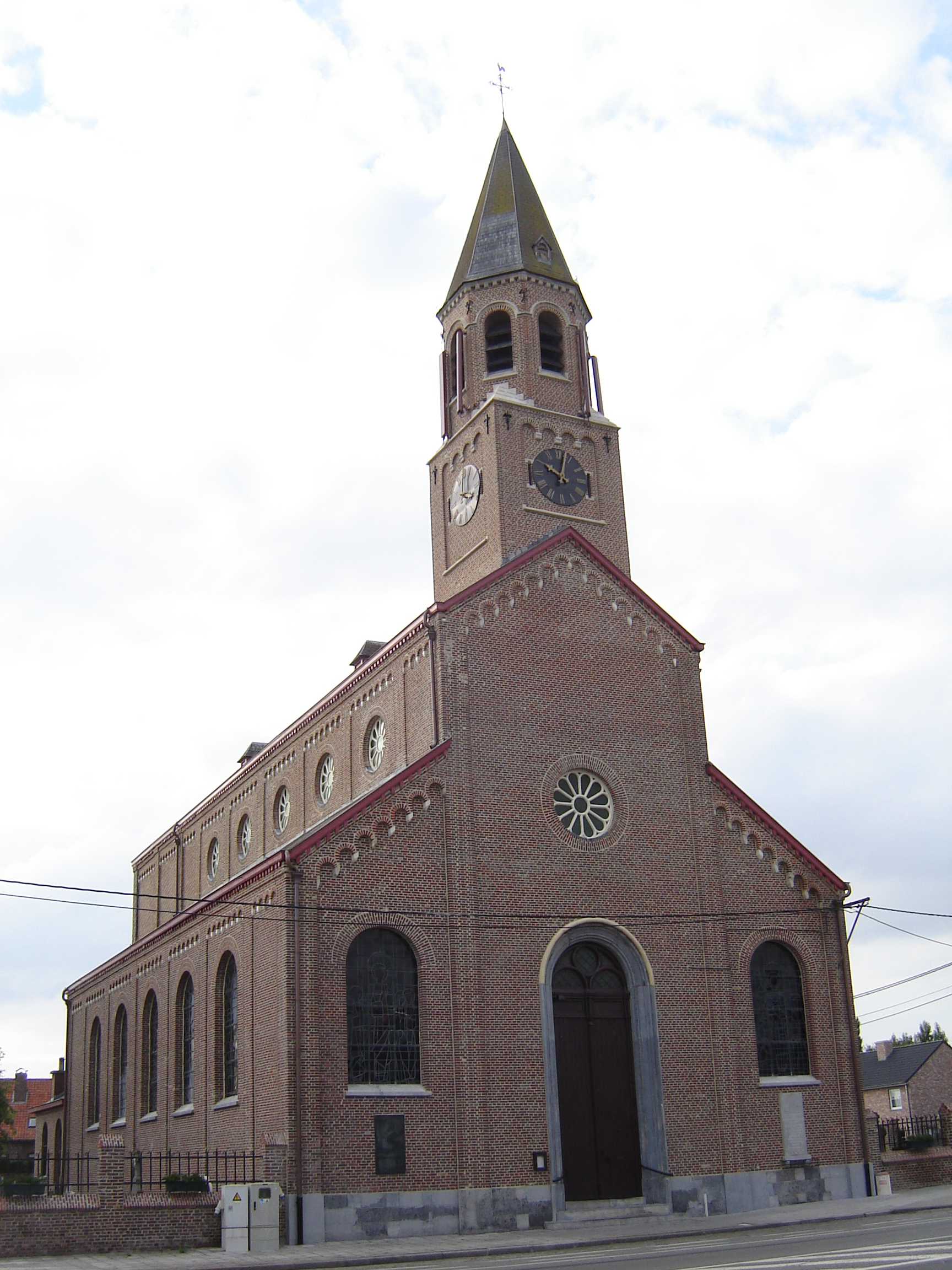
Sint-Martinuskerk

De Sint-Martinuskerk is de parochiekerk van de tot de Oost-Vlaamse gemeente Deinze behorende plaats Sint-Martens-Leerne, gelegen aan de Leernsesteenweg.

## Geschiedenis
Hier bestond een kerkje dat al in 1206 werd vermeld en waarvan het patronaatsrecht berustte bij het kapittel van Doornik. Dit romaanse kruiskerkje werd in 1845 gesloopt en vervangen door een neoromaanse kerk naar ontwerp van Louis Minard.

## Gebouw
Het betreft een neoromaanse bakstenen basilicale kerk met boven de voorgevel een ingebouwde toren. De kerk is op het noordwesten georiënteerd.

## Interieur
De kerk bezit enkele schilderijen van 1742, voorstellende Maria in aanbidding voor het Kind en Sint-Maarten deelt zijn mantel. Het hoofdaltaar is 18e-eeuws, evenals het noordelijk Onze-Lieve-Vrouwe zijaltaar en het zuidelijk Sint-Martinus zijaltaar. Verder meubilair is 19e-eeuws.
De kerk wordt omringd door een kerkhof dat ook een calvariekapel omvat.